# (7381) Мамонтов
(7381) Мамонтов (лат. Mamontov) — типичный астероид главного пояса, открыт 8 сентября 1981 года советским астрономом Людмилой Журавлёвой в Крымской астрофизической обсерватории и 4 мая 1999 года назван в честь предпринимателя и мецената Саввы Мамонтова.

## Обнаружение и именование
(7381) Мамонтов
Открыт 8 сентября 1981 года в Научном Л. В. Журавлёвой.
Назван в память о Савве Ивановиче Мамонтове (1841—1918) — промышленнике и меценате, выдающемся деятеле русского искусства, театра и музыки.
Оригинальный текст (англ.)7381 Mamontov
Discovered 1981-09-08 by Zhuravleva, L. V. at Nauchnyj.
Named in memory of Savva Ivanovich Mamontov (1841—1918), manufacturer and patron of the arts, a prominent figure in Russian art, theater and music.
Источники: DISCOVERY.DB; M.P.C. 34625.

## Орбита

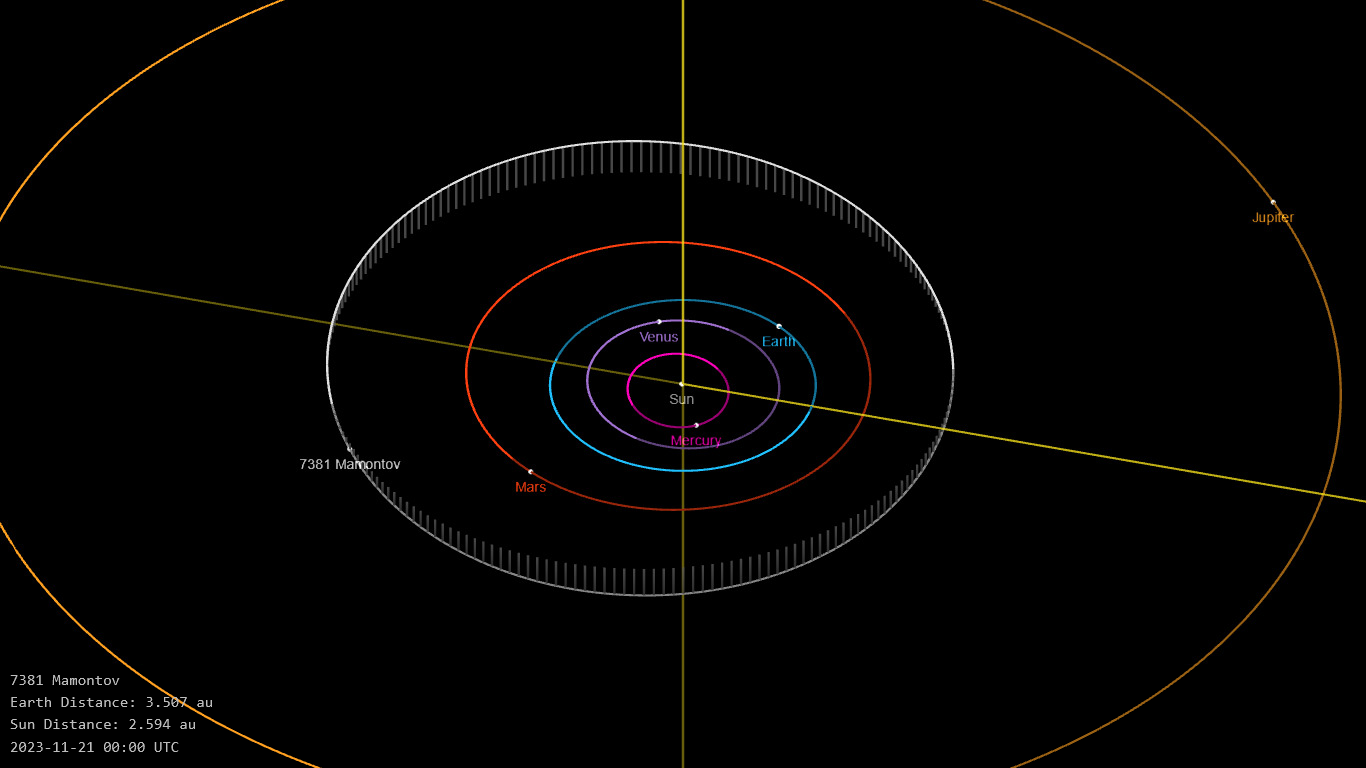
Орбита астероида Мамонтов и его положение в Солнечной системе

## Физические характеристики
Астероид относится к таксономическому классу V.
По результатам наблюдений в видимом и ближнем инфракрасном диапазоне космического телескопа NEOWISE диаметр астероида оценивался равным 4,141±0,348 км. Согласно тому же источнику альбедо оценивается как 0,540±0,071.